# FUNCINPEC
FUNCINPEC (khmer: រណសិរ្សបង្រួបបង្រួមជាតិដើម្បីកម្ពុជាឯករាជ្យ អព្យាក្រិត សន្តិភាព និងសហប្រតិបត្តិការ, franska: Front uni national pour un Cambodge indépendant, neutre, pacifique et coopératif, "Förenade nationella fronten för ett oberoende, neutralt, fredligt och samarbetande Kambodja") är ett kambodjanskt rojalistiskt politiskt parti. Förkortningen FUNCINPEC är bildad av det franskspråkiga namnet.
Tillsammans med Kambodjanska folkpartiet hade de en koalitionsregering innan 2008 års val.